# Pilea cataractae
Pilea cataractae é uma espécie de planta da família Urticaceae. É endémica em Maurícia e seu hábitat natural são regiões subtropicais ou tropicais de secas florestas.